# Copa Challenge de Voleibol Masculino de 2021–22
A Copa Challenge de Voleibol Masculino de 2021–22 foi a 15.ª edição desta competição anual organizada pela Confederação Europeia de Voleibol (CEV), sendo a terceira maior competição de clubes de voleibol masculino da Europa. O torneio teve início no dia 10 de novembro de 2021 e estendeu-se até o dia 22 de março de 2022. Ao total, 38 equipes participaram desta edição.
O francês Narbonne Volley conquistou o primeiro título continental de sua história ao derrotar no golden set o turco Halkbank Ankara por 21 a 19. O levantador argentino Nicolás Uriarte foi eleito o melhor jogador do torneio.

## Formato de disputa
O torneio foi divido nas fases: trigésima-segundas de final, décima-sextas de final, oitavas de final, quartas de final, semifinais e finais.
Em todas as fases da competição, o sistema foi eliminatório, com jogos de ida e volta. Para uma vitória de 3–0 ou 3–1, a equipe vencedora recebeu 3 pontos, para uma vitória de 3–2, 2 pontos para a equipe vencedora e 1 ponto para a perdedora. Se após as duas partidas ambas as equipes marcassem o mesmo número de pontos, seria realizado o Golden set, disputado em 15 pontos com diferença de no mínimo 2 pontos entre as equipes.

## Equipes participantes
O sorteio dos confrontos foi realizado no dia 25 de junho de 2021 na cidade de Luxemburgo. A divisão das vagas na competição foi feita com base no ranking da CEV.
| Rank | País                 | Número de equipes | Equipes                                                                         |
| ---- | -------------------- | ----------------- | ------------------------------------------------------------------------------- |
| 1    | Turquia              | 1                 | Halkbank Ankara                                                                 |
| 4    | França               | 1                 | Narbonne Volley                                                                 |
| 6    | Bélgica              | 1                 | Tectum Achel                                                                    |
| 7    | Suíça                | 2                 | Volley Schönenwerd, Lausanne UC                                                 |
| 8    | Roménia              | 1                 | CSA Steaua București                                                            |
| 9    | Portugal             | 2                 | AJ Fonte Bastardo Azores, Sporting CP Lisboa                                    |
| 11   | Áustria              | 3                 | Union Raiffeisen Waldviertel, VCA Amstetten NÖ, UVC Weberzeile Ried im Innkreis |
| 12   | Grécia               | 2                 | Panathinaikos AC Athens, PAOK Thessaloniki                                      |
| 13   | Bulgária             | 2                 | Levski Sófia, Marek Union-Ivkoni Dupnitsa                                       |
| 16   | Bielorrússia         | 1                 | Stroitel Minsk                                                                  |
| 17   | Hungria              | 2                 | VRCK Kazincbarcika, Pénzügyőr SE Budapest                                       |
| 18   | Bósnia e Herzegovina | 1                 | Bosna Sarajevo                                                                  |
| 20   | Croácia              | 1                 | MOK Mursa Osijek                                                                |
| 22   | Ucrânia              | 3                 | VС Barkom-Kazhany, Epicentr-Podolyany Horodok, Yurydychna Akademіya Kharkiv     |
| 23   | Estónia              | 2                 | TalTech, Pärnu VK                                                               |
| 24   | Israel               | 2                 | Hapoel Yoav Kfar Saba, Maccabi Yeadim Tel Aviv                                  |
| 25   | Sérvia               | 1                 | OK Niš                                                                          |
| 26   | Eslovênia            | 1                 | ACH Volley Ljubljana                                                            |
| 27   | Noruega              | 1                 | Viking TIF Bergen                                                               |
| 28   | Chipre               | 1                 | Omonia Nicosia                                                                  |
| 29   | Espanha              | 1                 | CAI Teruel                                                                      |
| 30   | Kosovo               | 1                 | KV Pëja                                                                         |
| 31   | Dinamarca            | 2                 | Gentofte Volley, Middelfart VK                                                  |
| 32   | Eslováquia           | 2                 | TJ Spartak Myjava, VKP Bratislava                                               |
| 33   | Luxemburgo           | 1                 | VC Lorentzweiler                                                                |

## Resultados

### Trigésima-segundas de final
| Equipe 1                        | Pontos | Equipe 2                    | Jogo 1 | Jogo 2 | Golden Set | Relatórios |
| ------------------------------- | ------ | --------------------------- | ------ | ------ | ---------- | ---------- |
| Yurydychna Akademіya Kharkiv    | 2–4    | VCA Amstetten NÖ            | 1–3    | 3–2    |            | R1 R2      |
| Middelfart VK                   | 0–6    | PAOK Thessaloniki           | 0–3    | 0–3    |            | R1 R2      |
| Halkbank Ankara                 | 6–0    | Marek Union-Ivkoni Dupnitsa | 3–0    | 3–0    |            | R1 R2      |
| UVC Weberzeile Ried im Innkreis | 4–2    | VRCK Kazincbarcika          | 3–0    | 2–3    |            | R1 R2      |
| VKP Bratislava                  | 0–6    | Epicentr-Podolyany Horodok  | W.O    | W.O    |            | R1 R2      |
| Maccabi Yeadim Tel Aviv         | 5–1    | Pärnu VK                    | 3–0    | 3–2    |            | R1 R2      |

### Décima-sextas de final
| Equipe 1                        | Pontos | Equipe 2                     | Jogo 1 | Jogo 2 | Golden Set | Relatórios |
| ------------------------------- | ------ | ---------------------------- | ------ | ------ | ---------- | ---------- |
| Halkbank Ankara                 | 6–0    | Bosna Sarajevo               | 3–0    | 3–0    | –          | R1 R2      |
| Viking TIF Bergen               | 1–5    | Union Raiffeisen Waldviertel | 1–3    | 2–3    | –          | R1 R2      |
| TalTech                         | 4–2    | Gentofte Volley              | 3–0    | 2–3    | –          | R1 R2      |
| UVC Weberzeile Ried im Innkreis | 1–5    | Volley Schönenwerd           | 0–3    | 2–3    | –          | R1 R2      |
| Epicentr-Podolyany Horodok      | 6–0    | Pénzügyőr SE Budapest        | 3–1    | 3–1    | –          | R1 R2      |
| Maccabi Yeadim Tel Aviv         | 1–5    | Panathinaikos AC Athens      | 2–3    | 1–3    | –          | R1 R2      |
| TJ Spartak Myjava               | 3–2    | Hapoel Yoav Kfar Saba        | 3–2    | Canc.  | –          | R1 R2      |
| CAI Teruel                      | 5–1    | Tectum Achel                 | 3–1    | 3–2    | –          | R1 R2      |
| PAOK Thessaloniki               | 6–0    | MOK Mursa Osijek             | 3–0    | 3–0    | –          | R1 R2      |
| KV Pëja                         | 0–6    | AJ Fonte Bastardo Azores     | 0–3    | 0–3    | –          | R1 R2      |
| ACH Volley Ljubljana            | 6–0    | VС Barkom-Kazhany            | 3–0    | 3–1    | –          | R1 R2      |
| VC Lorentzweiler                | 0–6    | CSA Steaua București         | 0–3    | 0–3    | –          | R1 R2      |
| Lausanne UC                     | 4–2    | Stroitel Minsk               | 3–2    | 3–2    | –          | R1 R2      |
| VCA Amstetten NÖ                | 3–3    | Levski Sófia                 | 0–3    | 3–1    | 14–16      | R1 R2      |
| Sporting CP Lisboa              | 6–0    | OK Niš                       | 3–1    | 3–1    | –          | R1 R2      |
| Omonia Nicosia                  | 1–5    | Narbonne Volley              | 0–3    | 2–3    | –          | R1 R2      |

### Oitavas de final
| Equipe 1                   | Pontos | Equipe 2                     | Jogo 1 | Jogo 2 | Golden Set | Relatórios |
| -------------------------- | ------ | ---------------------------- | ------ | ------ | ---------- | ---------- |
| Halkbank Ankara            | 6–0    | Union Raiffeisen Waldviertel | W.O    | W.O    | –          | R1 R2      |
| TalTech                    | 3–3    | Volley Schönenwerd           | 3–1    | 1–3    | 15–13      | R1 R2      |
| Epicentr-Podolyany Horodok | 1–5    | Panathinaikos AC Athens      | 1–3    | 2–3    | –          | R1 R2      |
| TJ Spartak Myjava          | 3–3    | CAI Teruel                   | 3–1    | 1–3    | 9–15       | R1 R2      |
| PAOK Thessaloniki          | 0–6    | AJ Fonte Bastardo Azores     | 1–3    | 1–3    | –          | R1 R2      |
| ACH Volley Ljubljana       | 6–0    | CSA Steaua București         | 3–1    | 3–0    | –          | R1 R2      |
| Lausanne UC                | 5–1    | VCA Amstetten NÖ             | 3–2    | 3–0    | –          | R1 R2      |
| Sporting CP Lisboa         | 3–3    | Narbonne Volley              | 1–3    | 3–1    | 15–17      | R1 R2      |

### Quartas de final
| Equipe 1                 | Pontos | Equipe 2             | Jogo 1 | Jogo 2 | Golden Set | Relatórios |
| ------------------------ | ------ | -------------------- | ------ | ------ | ---------- | ---------- |
| Halkbank Ankara          | 6–0    | TalTech              | 3–0    | 3–0    | –          | R1 R2      |
| Panathinaikos AC Athens  | 3–3    | CAI Teruel           | 3–1    | 0–3    | 15–11      | R1 R2      |
| AJ Fonte Bastardo Azores | 1–5    | ACH Volley Ljubljana | 2–3    | 1–3    | –          | R1 R2      |
| Lausanne UC              | 0–6    | Narbonne Volley      | 1–3    | 1–3    | –          | R1 R2      |

### Semifinais
| Equipe 1             | Pontos | Equipe 2                | Jogo 1 | Jogo 2 | Golden Set | Relatórios |
| -------------------- | ------ | ----------------------- | ------ | ------ | ---------- | ---------- |
| Halkbank Ankara      | 5–1    | Panathinaikos AC Athens | 3–0    | 3–2    | –          | R1 R2      |
| ACH Volley Ljubljana | 3–3    | Narbonne Volley         | 2–3    | 3–2    | 9–15       | R1 R2      |

### Final
Jogo de ida
| Data   | Hora  |                 | Placar |                 | Set 1 | Set 2 | Set 3 | Set 4 | Set 5 | Total | Relatório |
| ------ | ----- | --------------- | ------ | --------------- | ----- | ----- | ----- | ----- | ----- | ----- | --------- |
| 15 mar | 17:00 | Halkbank Ankara | 3–0    | Narbonne Volley | 25–20 | 25–22 | 25–23 |       |       | 75–65 | Relatório |

Jodo de volta
| Data       | Hora       |                 | Placar |                 | Set 1 | Set 2 | Set 3 | Set 4 | Set 5 | Total | Relatório |
| ---------- | ---------- | --------------- | ------ | --------------- | ----- | ----- | ----- | ----- | ----- | ----- | --------- |
| 22 mar     | 19:30      | Narbonne Volley | 3–1    | Halkbank Ankara | 25–22 | 22–25 | 25–23 | 25–19 |       | 97–89 | Relatório |
| Golden set | Golden set | Narbonne Volley | 21–19  | Halkbank Ankara |       |       |       |       |       |       |           |

## Classificação final
| Posição        | Equipe                  |
| -------------- | ----------------------- |
|                | Narbonne Volley         |
|                | Halkbank Ankara         |
| Semifinalistas | Panathinaikos AC Athens |
| Semifinalistas | ACH Volley Ljubljana    |

## Premiação
| Copa Challenge de 2021–22            |
| França                               |
| ------------------------------------ |
| Narbonne Volley Campeão (1.º título) |